# Múscul ciliar
El múscul ciliar (musculus ciliaris) és un anell muscular llis estriat, situat a la capa mitjana de l'ull (la capa vascular) que controla el mecanisme per veure objectes a diferents distàncies i regula el flux de l'humor aquós cap al canal de Schlemm. El que canvia és la forma de la lent dins l'ull, no la mida de la pupil·la que, en aquest cas, és una acció que afecta el múscul esfínter de la pupil·la.
Les fibres ciliars tenen tres tipus d'orientacions: circular, longitudinal i radial.

## Imatges
Vista de la meitat superior en una secció sagital de la part frontal del globus ocular. No s'ha de confondre el múscul dilatador de la pupil·la amb les "fibres radiants" prop del centre, que formen part del múscul ciliar.

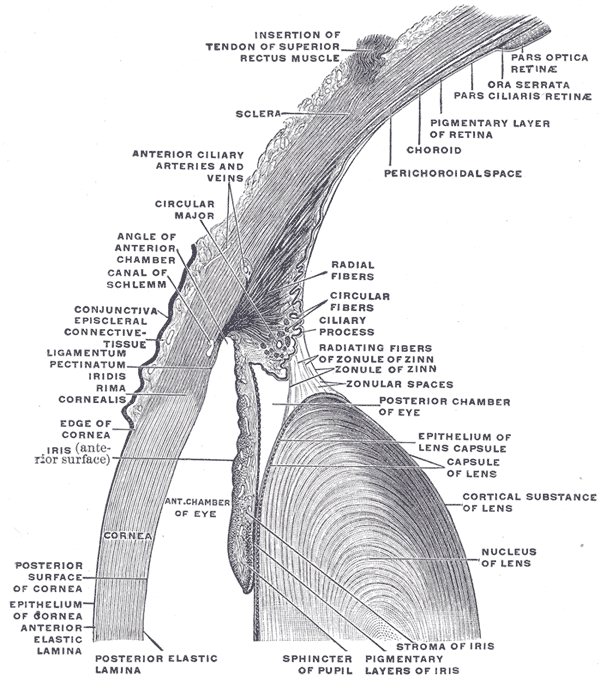